# Ajahn Sumedho
Luang Pó Ajahn Sumedho (nascido Robert Karr Jackman; em tailandês: อาจารย์สุเมโธ; Seattle, 27 de julho de 1934) é o aluno ocidental mais sênior de Ajahn Chah, pertencente à Tradição das Florestas da Tailândia do budismo Theravada.
Ajahn ordenou-se como bhikkhu em 1967. Durante sua vida foi abade e ajudou a criar diversos monastérios, entre eles, Wat Pah Nanachat e Amaravati, até sua aposentadoria em 2010. "Luang Pó" e "Ajahn" são termos honoríficos e significam respectivamente "venerável pai" e "professor".

## Ensinamentos
Ajahn Sumedho é uma figura proeminente na tradição tailandesa da floresta. Seus ensinamentos são muito diretos, práticos, simples e básicos. Em suas palestras e sermões, ele enfatiza a qualidade da percepção intuitiva imediata e a integração desse tipo de consciência na vida cotidiana. Como a maioria dos professores na Tradição da Floresta, Ajahn Sumedho tende a evitar abstrações intelectuais dos ensinamentos budistas e se concentra quase exclusivamente em suas aplicações práticas, isto é, desenvolvendo sabedoria e compaixão na vida diária. Seu conselho mais consistente pode ser parafraseado como para ver as coisas da maneira que eles realmente são, em vez da maneira que queremos ou não queremos que eles sejam.
Ajahn é conhecido por seu estilo de comunicação envolvente e espirituoso, no qual ele desafia seus ouvintes a praticar e ver por si mesmos. Os alunos notaram que ele envolve seus ouvintes com um senso de humor infeccioso, cheio de muita bondade amorosa, muitas vezes tecendo anedotas divertidas de suas experiências como um monge em suas conversas sobre a prática de meditação e como experimentar a vida.

## Publicações
- Cittaviveka (em inglês)
- Intuitive Awareness (em inglês)
- Mindfulness – The Path to the Deathless (em inglês)
- Now is the Knowing (em inglês)
- Sila and Religious Convention; Patience (BL103) (em inglês)
- The Four Noble Truths (em inglês)
- The Way it is (em inglês)